# Uri Or
Uri Or (hebr.: אורי אור, ang.: Ori Orr, ur. 22 kwietnia 1939 w Kefar Ma’as) – izraelski generał i polityk, w latach 1981–1983 szef Centralnego Dowództwa, w latach 1983–1986 szef Północnego Dowództwa, w latach 1988–1992 dyrektor Żydowskiego Funduszu Narodowego, w latach 1995–1996 wiceminister obrony, w latach 1992–1999 poseł do Knesetu z listy Partii Pracy. W latach 1999–2003 był prezesem Israel Aerospace Industries

## Życiorys
Urodził się 22 kwietnia 1939 w Kefar Ma’as w stanowiącej wówczas brytyjski mandat Palestynie.
Przez trzydzieści lat służył w Siłach Obronnych Izraela. Ukończył politologię i historię na Uniwersytecie Telawiwskim. Studiował także administrację biznesową na Massachusetts Institute of Technology oraz stosunki międzynarodowe na Uniwersytecie Harvarda. Brał udział w wojnie sześciodniowej oraz wojnie Jom Kipur.
W stopniu generalskim był szefem Centralnego Dowództwa (1981–1983), następnie kierował Północnym Dowództwem (1983–1986). Po odejściu z wojska w latach 1988–1992 kierował Żydowskim Funduszem Narodowym oraz zasiadał w radzie dyrektorów Israel Military Industries.
W wyborach parlamentarnych w 1992 po raz pierwszy dostał się do izraelskiego parlamentu. W trzynastym Knesecie przewodniczył komisji spraw zagranicznych i obrony. 27 listopada 1995 dołączył do utworzonego kilka dni wcześniej, po zabójstwie Icchaka Rabina, drugiego rządu Szimona Peresa jako wiceminister obrony w resorcie kierowanym przez samego premiera. Pozostał na stanowisku do końca kadencji rządu 18 sierpnia 1996. W wyborach w 1996 uzyskał reelekcję, a w Knesecie czternastej kadencji zasiadał w komisji spraw zagranicznych i obrony oraz dwóch komisjach specjalnych. W kolejnych wyborach utracił miejsce w parlamencie. W tym samym roku został prezesem Israel Aerospace Industries – izraelskiego przedsiębiorstwa produkującego samoloty.
Był autorem licznych artykułów prasowych oraz autobiograficznej książki Yom Kippur War: These are My Brothers

## Życie prywatne
Jest żonaty, ma troje dzieci.